# Maria Rosenkranzkönigin (Quettingen)

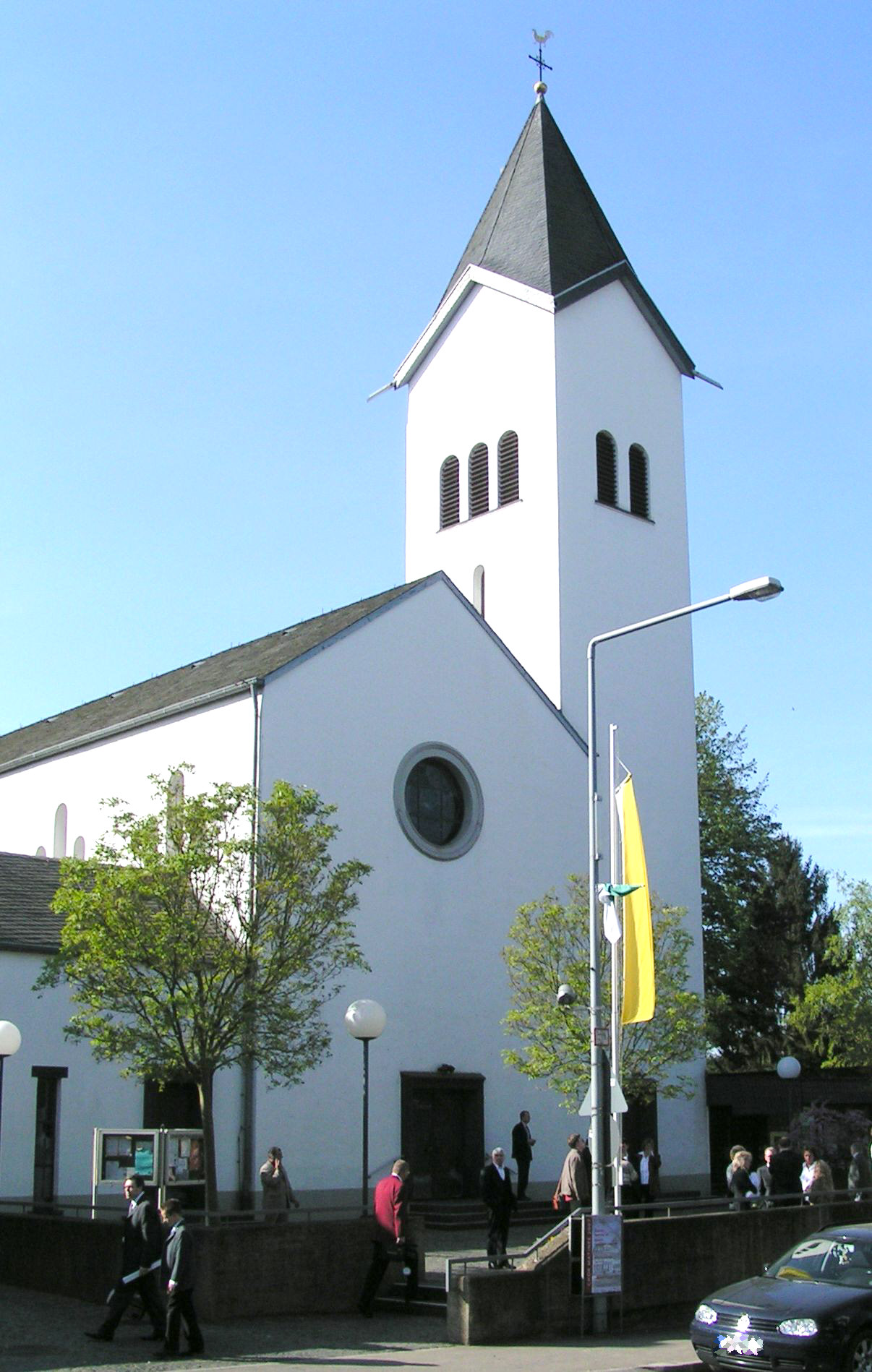
Katholische Kirche St. Maria Rosenkranzkönigin (2007)

Die Kirche St. Maria Rosenkranzkönigin ist ein römisch-katholisches Gotteshaus im Leverkusener Stadtteil Quettingen, Quettinger Straße 109-111. Sie war bis 2010 Sitz der gleichnamigen Pfarrgemeinde.

## Geschichte
Die Initiative zum Kirchbau ging 1903 von Quettinger Bürgern aus, die einen Kirchbauverein gründeten. 1909 beschloss der Kirchenvorstand von Lützenkirchen den Bau einer Kirche in Quettingen. Das Erzbistum Köln genehmigte 1914 eine Kollekte in allen Pfarrgemeinden des Erzbistums für den Kirchbau in Quettingen, einer „Ortschaft, in welcher fast ausnahmslos Fabrikarbeiter und kleine Geschäftsleute wohnten“ und die „heute über 1000 mit Andersgläubigen gemischt lebende Katholiken zählt“.  Die Grundsteinlegung der Kirche fand am 7. September 1913 statt. Die Entwürfe für das Gebäude mit neuromanischen Stilelementen stammen von dem Gemeindemitglied August Hohmann. Als Filialkirche von St. Maurinus Lützenkirchen wurde sie am 24. Mai 1914 von Pfarrer Adam Wirtz aus Lützenkirchen auf den Titel St. Maria Rosenkranzkönigin benediziert. Sie war zunächst kürzer als heute und nur mit einem Dachreiter versehen. Konsekriert wurde die Kirche erst am 5. Oktober 1947 durch den Kölner Weihbischof Wilhelm Stockums.
Bis 1920 versahen Pfarrer Adam Wirtz und Vikar Eduard Conrad den Gottesdienst in Quettingen von Lützenkirchen aus. Erster Rektor in Quettingen wurde 1920 Clemens Stinner. 1925 wurde neben der Kirche das Pfarrhaus errichtet; im selben Jahr wurde „St. Maria Rosenkranzkönigin Quettingen“ zur selbständigen Kapellengemeinde und 1930 zur Rektoratspfarrei mit eigenem Pfarrer erhoben, am 15. September 1963 wurde sie kanonische Pfarrei. Einen Kirchturm und drei Glocken bekam die Kirche 1937. 1942 folgte die Orgel mit 17 Registern auf zwei Manualen und Pedal, erbaut von der Bonner Orgelbaufirma Johannes Klais Orgelbau (Opus 913). 1956/57 wurde der Altarraum neu gestaltet, 1969 erfolgte eine grundlegende Renovierung mit Umgestaltung des Innenraumes nach den Vorgaben des 2. Vatikanischen Konzils, des Turms und des Vorplatzes.
Seit 1931 hat die katholische Kirchengemeinde am Holzer Weg einen Friedhof, der 1971 eine Friedhofskapelle bekam. 1949 eröffnete die Gemeinde einen Kindergarten in der von der Stadt käuflich erworbenen alten Schule. Das 1857 errichtete Gebäude an der Ecke Quettinger Straße/Schulstraße (später in Pfarrer-Jekel-Straße umbenannt) erhielt den Namen „Marienheim“; dort wohnten auch Ordensschwestern aus dem Orden der Franziskanerinnen vom Heiligsten Herzen Jesu, die im Kindergarten, in der Hauskrankenpflege und im Kirchendienst tätig waren. 1965 wurde ein neues Schwesternheim mit Kindergarten, Bücherei und Priesterwohnungen neben der Kirche erbaut. Das alte Gebäude wurde abgerissen.
Zum 1. Januar 2011 erfolgte die Fusion mit der Pfarrei St. Maurinus Lützenkirchen zur neuen Pfarrei St. Maurinus und Marien, nachdem bereits seit 2003 ein gemeinsamer Pfarrverband und seit 2005 die „Pfarreiengemeinschaft Lützenkirchen/Quettingen“ bestand. Die beiden Kirchen in der neuen Pfarrei behalten ihre bisherigen Namen „St. Maria Rosenkranzkönigin“ und „St. Maurinus“. Die Pfarrkirche ist St. Maurinus. Ab dem 1. September 2022 bildet die Pfarrei St. Maurinus und Marien mit der Pfarrei St. Remigius den Sendungsraum St. Maurinus und Marien und St. Remigius mit gemeinsamem Seelsorgerteam und insgesamt sieben Kirchorten.
Nach einem Schwelbrand am 5. Dezember 2012 im Bereich der Opferkerzen-Ständer in der Seitenkapelle war der gesamte Innenraum stark verrußt. Die Kirche wurde einer gründlichen Reinigung unterzogen und musste bis zum 15. April 2013 geschlossen bleiben. Gleichzeitig wurden geplante Renovierungsmaßnahmen vorgezogen. Im Lauf des Jahres 2013/2014 wurde die Orgel gründlich überholt, am 7. September 2013 wurde ein neuer Altar aus Stein mit einem passenden Ambo von Weihbischof Manfred Melzer geweiht.

### Liste der Pfarrer an St. Maria Rosenkranzkönigin
| 1920–1922 |  | Clemens Stinner, Rektor |
| 1922–1930 |  | Peter Lünskens, Pfarr-Rektor |
| 1930–1969 |  | Ernst Jekel, * 2 Juni 1891 in Borken, † 6. Februar 1970 in Quettingen, Rektoratspfarrer, ab 1963 Pfarrer; Erzbischöflicher Rat ad honores |
| 1969–1998 |  | Wolfgang Berens, Pfarrer, † 2017 |
| 1998–2010 |  | Ulrich Sander, Pfarrer (von 2011 bis 2022 Pfarrer der neuen Pfarrei St. Maurinus und Marien)                                              |

## Orgel
Die Orgel wurde 1939 als opus 913 von der Bonner Firma Klais erbaut und hat 15 Register auf zwei Manualen und Pedal mit elektro-pneumatischer Traktur. Im Pedal sind Gedacktbass 8' (aus Subbass 16') und Choralbass 4' (aus Principalbass 8') fortgeführt und die Bombarde nur mit 11 Tönen vorhanden (C - H), der Rest repetiert in die Schalmei 8'. 2013/2014 wurde sie wegen Schäden infolge des Schwelbrandes generalüberholt.
| I Hauptwerk      |    |  |
| Principal        | 8′ |  |
| Rohrflöte        | 8′ |  |
| Octave           | 4′ |  |
| Singend gedackt  | 4′ |  |
| Rauschpfeife 2f. |    |  |
| Schalmei         | 8′ |  |

| II Nebenwerk |    |  |
| Holzflöte    | 8′ |  |
| Salicional   | 8′ |  |
| Principal    | 4′ |  |
| Blockflöte   | 4′ |  |
| Schwiegel    | 2′ |  |
| Mixtur 2-3f. | 2′ |  |

| Pedal         |     |  |
| Subbass       | 16′ |  |
| Principalbass | 8′  |  |
| Gedacktbass   | 8′  |  |
| Choralbass    | 4′  |  |
| Bombarde      | 16′ |  |

- Koppeln:  II/I, II Sub/I, I/P, II/P

## Glocken
| Nr. | Name             | Gussjahr | Gießer                  | Durchmesser (mm) | Masse (kg) | Schlagton (HT-1/16) |
| 1   | Dreifaltigkeit   | 1962     | Petit & Gebr. Edelbrock | 1.320            | 1.450      | d1 +5               |
| 2   | –                | 1740     | Friedrich Koerner       | 1.092            | 765        | f1 +8               |
| 3   | Maria-Clementine | 1937     | Petit & Gebr. Edelbrock | 971              | 550        | g1 +8               |